# Jesús Emilio Díez de Mier
Jesús Emilio Díez de Mier, més conegut com a Txutxi (Bilbao, Biscaia, 7 de gener de 1973) és un exfutbolista basc. Va jugar de defensa central en l'Athletic Club en Primera Divisió d'Espanya, i va jugar en Segona divisió espanyola de futbol amb el Athletic B, UE Lleida i CD Badajoz.

## Trajectòria esportiva
Txutxi ocupava la posició de central. Entre les seves característiques destacaven la bona capacitat de sortir amb el baló jugat des de la rereguarda, a més de bona anticipació i la seva regularitat. Va començar la seva carrera esportiva en el Dínamo de San Juan CF de Santurtzi, el seu poble. Allí va jugar dues temporades en alevins, dues més en infantils, i una en juvenil. El seu segon any de juvenil el va fer en el CD Getxo i a l'any següent va passar a l'Athletic. En l'Athletic Sub-19 de juvenils, va aconseguir el campionat de Divisió d'Honor i de Copa del Rei de Juvenils de Futbol, el 1992.
Va debutar amb el primer equip lleó el 22 d'octubre de 1992, en el partit de Copa en la qual els bascos de Jupp Heynckes van ser eliminats pel Xerez CD. El santurtziarra no va tornar a formar amb l'Athletic fins a tres anys després, amb Dragoslav Stepanović en la banqueta de San Mamés. Aquesta temporada va ser alineat en deu partits de Primera Divisió i tres de Copa del Rei.
En la temporada 1996/97 va fitxar per la UE Lleida, i una campanya més tard pel CD Badajoz, on va estar quatre temporades i mitja. En el Lleida i Badajoz va ser imprescindible en les alineacions, de fet en el conjunt extremeny va arribar a ser capità. Va arribar a l'Hèrcules CF al desembre de 2001. El seu fitxatge va estar embolicat de polèmica a causa de l'elevada fitxa que li havia fet l'equip alacantí en Segona B. No havia marcat cap gol en lliga, en la seva carrera professional, fins que va arribar a l'Hèrcules on va marcar 2 gols. El primer gol va arribar en un partit contra el Benidorm CD en el qual l'equip herculà va vèncer per 0-3. Posteriorment va ser apartat de la plantilla, i se li va posar un pla d'entrenaments en solitari sota les ordres de José Vicente Lledó, ex jugador de l'Hèrcules. Txutxi va dur a l'Hèrcules a la justícia i finalment el club va haver d'indemnitzar al jugador.
Va fitxar pel Yeclano CF en el mercat d'hivern de la temporada 2003/04, amb la finalitat d'aconseguir la permanència en Segona B, cosa que no es va assolir en finalitzar l'equip en penúltim lloc. Després de jugar amb el Yeclano CF, l'equip va desaparèixer a l'estiu de 2004, i Txutxi va fitxar pel Sangonera Atlético, que va realitzar una bona temporada en Tercera Divisió, en la qual l'equip va finalitzar subcampió del Grup XIII, però no va ascendir en la promoció d'ascens. En finalitzar la campanya, Txutxi es va retirar com a jugador.

## Condemna per narcotràfic
El febrer de 2009 va ser detingut en veure's implicat en una xarxa de narcotràfic en la qual participaven persones vinculades al futbol com Zoran Matijevic, Predrag Stanković, Pablo Acosta o Carlos de la Vega. En la denominada Operació Cicló es van decomissar 600 quilos de cocaïna. Va ser posat en llibertat amb càrrecs, i posteriorment condemnat. El febrer de 2015 el Tribunal Suprem li va confirmar la condemna a nou anys de presó imposada per l'Audiència Nacional.